# Leptopteromyia lopesi
Leptopteromyia lopesi är en tvåvingeart som beskrevs av Martin 1971. Leptopteromyia lopesi ingår i släktet Leptopteromyia och familjen rovflugor. Inga underarter finns listade i Catalogue of Life.